# Jornada Mundial de la Joventut 1995
La Jornada Mundial de la Joventut 1995 (JMJ 1995, o X Jornada Mundial de la Joventut) (en cebuà: Pandaigdigang Araw ng Kabataan 1995) va ser un festival juvenil catòlic que va tenir lloc del 10 al 15 de gener de 1995 a Manila, Filipines. Va ser la primera vegada que un país asiàtic va acollir l'esdeveniment. El papa Joan Pau II va presidir l'esdeveniment, marcant el seu segon viatge al país com a Papa després de la seva visita el 1981, i també l'última visita papal al país del segle xx i del 2n mil·lenni.

## Programació
Des de la cerimònia d'obertura, el Papa va subratllar la importància de l'Església Catòlica a les Filipines. En la reunió de la Federació de Conferències Episcopals Asiàtiques (FABC), el Papa va assenyalar quines són les noves àrees de la missió contemporània: els pobres de les ciutats, els immigrants, els refugiats, els joves, els mitjans de comunicació i les comunicacions socials. «En el primer mil·lenni», va dir, «la Creu es va plantar al sòl d'Europa, en el segon sobre Amèrica i Àfrica; preguem que en el tercer mil·lenni cristià, en aquest vast i vital continent hi hagi una gran collita de fe a collir».

## Esdevediments
Una setmana abans de la celebració de la Jornada Mundial de la Joventut, dos representants de cadascun dels països d'arreu del món es van reunir per a un Fòrum Internacional de la Joventut (IYF) a la Universitat de Santo Tomas (UST). Filipines va enviar vuit representants, mentre que altres eren de les diferents organitzacions i campus religiosos catòlics. Aquests van ser els líders i coordinadors juvenils seleccionats. Durant la seva estada de cinc dies a la UST, els representants es van agrupar i discutir assumptes plantejats per la Comissió Episcopal de la Joventut, sobre assumptes establerts mesos abans.
L'IYF també va ser un espai on pocs d'aquests representants de la joventut seleccionada van poder tenir una breu conversa amb el Papa.
Es van reunir joves pelegrins de moltes parts del món per adorar a Déu junts, aprendre altres cultures i parlar com «germans i germanes» entre ells. Hi va haver també una missa on alguns joves van rebre la comunió directament del Papa. Es van realitzar diferents activitats, incloent-hi un tradicional Barrio Fiesta, on es podia buscar companyia i entreteniment. Durant aquests dies, es van celebrar misses diàries a la majoria de les parròquies de les Filipines.
La missa de cloenda, celebrada al Parc Rizal, va comptar amb la presència de més de 5 milions de persones, la segona reunió papal més gran de la història.
L'esdeveniment va comptar amb la presència de representants catòlics de totes les comunitats xineses de la Xina, Taiwan, Hong Kong, Macau, Malàisia i Singapur. Ja el 12 de gener, l'arquebisbe de Taipei (Archidioecesis Taipehensis), Joseph Ti-kang, va celebrar la missa amb 5 sacerdots de l'«oficial» Església catòlica en Xina (天主教会在中国, religió del Senyor dels cels a la Xina). El 14 de gener, a través de Ràdio Veritas, el Papa va llança un missatge de reconciliació entre l'església «oficial» i subterrània xinesa dirigida a «tots els fidels catòlics». Al final de la missa al Parc Rizal, el Papa va saludar en xinès, el llenguatge de la Xina i Taiwan.
Aquesta va ser l'última visita del Papa Joan Pau II a les Filipines, ja que en el seu retorn programat el gener de 2003 per a la Trobada Mundial de les Famílies no va poder assistir a causa de la progressió de la malaltia de Parkinson.

## Himne oficial
L'himne oficial de la Jornada Mundial de la Joventut de 1995 va ser llançada el 1994, titulada Tell the World of His Love (Proclamaré al Món el seu amor), composta per la cantant filipina Trina Belamide.

## Lema
Com el Pare m'ha enviat a mi, també jo us envio a vosaltres. (Jn 20,21 Arxivat 2018-08-05 a Wayback Machine.), el mateix que el de la Jornada Mundial de la Joventut 1994, que es va celebrar a nivell diocesà el diumenge de Rams d'aquell any, el 22 de març.

## Intent d'assassinat de Joan Pau II
Ramzi Yousef, un membre d'Al-Qaida, va intentar assassinar al Papa a l'operació Bojinka, però el pla es va descobrir quatre dies abans i Yousef va fugir cap al Pakistan.

## Delegacions
Els pelegrins de la Jornada Mundial de la Joventut de 1995 van representar els següents països:
Àfrica
- Angola
- Benín
- Botswana
- Burkina Faso
- Burundi
- Camerun
- Cap Verd
- Congo
- Costa d'Ivori
- Egipte
- Eritrea
- Etiòpia
- Gabon
- Ghana
- Guinea
- Guinea-Bissau
- Guinea Equatorial
- Kenya
- Lesotho
- Libèria
- Madagascar
- Malawi
- Maurici
- Moçambic
- Namíbia
- Nigèria
- República Centreafricana
- Ruanda
- São Tomé i Príncipe
- Senegal
- Seychelles
- Sierra Leone
- Sud-àfrica
- Swazilàndia
- Tanzània
- Togo
- Uganda
- Zaire
- Zàmbia
- Zimbàbue

Amèrica
- Antigua i Barbuda
- Argentina
- Aruba
- Bahames
- Barbados
- Belize
- Bolívia
- Brasil
- Canadà
- Colòmbia
- Costa Rica
- Cuba
- Dominica
- El Salvador
- Ecuador
- Estats Units
- Grenada
- Guatemala
- Guyana
- Honduras
- Illes Verges Britàniques
- Jamaica
- Mèxic
- Nicaragua
- Panamà
- Paraguai
- Perú
- Puerto Rico
- República Dominicana
- Saint Christopher i Nevis
- Saint Lucia
- Saint Vincent i les Grenadines
- Surinam
- Trinitat i Tobago
- Uruguai
- Veneçuela
- Xile

Àsia
- Bangladesh
- Brunei
- Cambodia
- Corea del Sud
- Filipines (hoste)
- Hong Kong
- Índia
- Indonèsia
- Iraq
- Israel
- Japó
- Jordan
- Laos
- Líban
- Macau
- Malàisia
- Maldives
- Mongòlia
- Myanmar
- Nepal
- Pakistan
- Singapur
- Síria
- Sri Lanka
- Tailàndia
- Taiwan
- Vietnam
- Xina

Europa
- Albània
- Alemanya
- Armènia
- Àustria
- Azerbaidjan
- Bèlgica
- Plantilla:Country data Belarús
- Bòsnia i Hercegovina
- Bulgària
- Ciutat del Vaticà
- Croàcia
- Dinamarca
- Eslovàquia
- Eslovènia
- Espanya
- Estònia
- Finlàndia
- França
- Geòrgia
- Grècia
- Hongria
- Irlanda
- Islàndia
- Itàlia
- Letònia
- Lituània
- Luxemburg
- Macedònia
- Malta
- Moldàvia
- Mònaco
- Noruega
- Països Baixos
- Polònia
- Portugal
- Regne Unit
- Romania
- Rússia
- San Marino
- Suècia
- Suïssa
- Turquia
- Txèquia
- Ucraïna
- República Federal de Iugoslàvia
- Xipre

Oceania
- Austràlia
- Estats Federats de Micronèsia
- Fiji
- Guam
- Illes Mariannes Septentrionals
- Illes Marshall
- Kiribati
- Nauru
- Nova Zelanda
- Palau
- Papua Nova Guinea
- Salomó
- Samoa
- Tonga
- Tuvalu
- Vanuatu